# 1921 en Finlande
Chronologie de la Finlande
- 1917
- 1918
- 1919
- 1920
- 1921
- 1922
- 1923
- 1924
- 1925

Cette page concerne les évènements survenus en 1921 en Finlande  :

## Évènement
- Dans le cadre de la crise des îles Åland, la Société des Nations statue que les îles Åland doivent rester sous souveraineté finlandaise.
- 6 novembre-9 janvier 1922 : Soulèvement de la Carélie orientale (en).

## Sport
- Organisation des championnats du monde de lutte à Helsinki.
- Création du club IF Drott

## Création
- Association des chasseurs finlandais (en)
- Folkhälsan (en)
- SAKO (manufacture d'arme)
- Suomen Radioamatööriliitto (en) (Ligue finlandaise de radioamateurs)

## Dissolution
Kerberos (magazine) (en)

## Naissance
- Rauni Arjas (fi), peintre.
- Ritva Arvelo (fi), actrice, réalisatrice et scénariste.
- Teppo Lampio (fi), biologiste.
- Lauri Silvennoinen (architecte)
- Uuno Varjo (sv), géographe.
- Benedict Zilliacus (fi), écrivain.

## Décès
- Waldemar Andersin, architecte.
- Felix Heikel (fi), personnalité politique.
- Karl Henrik Hornborg (fi), écrivain.
- Thiodolf Saelan (fi), botaniste et psychiatre.